# Свердловская пригородная компания
АО «Свердловская пригородная компания» (АО «СПК») — один из крупнейших в России железнодорожных перевозчиков в пригородном сообщении. АО «СПК» осуществляет пассажирские перевозки на территории Свердловской, Тюменской, Челябинской, Курганской, Оренбургской областей, Республики Башкортостан (участок) и Ханты-Мансийского АО.

## История
Компания была создана 28 июня 2005 года на паритетных началах ОАО «РЖД» и правительством Свердловской области. Запущено междугородное и межрегиональное железнодорожное сообщение по Свердловской и Тюменской областям.
31 августа 2005 года в Екатеринбурге запущена городская электричка. Маршрут соединил станции Екатеринбург-Сортировочный, Екатеринбург-Пассажирский, Уктус, Керамик.
5 августа 2007 года в ежедневное обращение введён рельсовый автобус по маршруту Екатеринбург-Пассажирский – Челябинск-Главный в рамках реализации проекта по ускорению движения пригородных поездов между областными центрами.
12 мая 2006 года городской электричкой перевезен миллионный пассажир.
В 2008 году запущен электропоезд аэропорт «Кольцово» — железнодорожный вокзал Екатеринбург-Пассажирский.
1 октября 2008 года ОАО «СПК» получило статус полноправного перевозчика пассажиров в пригородном сообщении — компании переданы в управление пригородные поезда Свердловской железной дороги.
В 2009 году компания запустила в эксплуатацию собственную инновационную разработку — АСУ Пригородной пассажирской компании. Внедрение системы позволило автоматизировать процессы, связанные с оформлением билетов на пригородные поезда, и оптимизировать расходы на пассажирские перевозки. Элементами АСУ ППК являются АРМ «Кассир», терминал для оформления билетов на пригородные поезда в режиме самообслуживания, информационно-справочный киоск, а также система турникетов. Все они объединены в сеть при помощи беспроводной технологии. Первые работающие образцы терминалов самообслуживания были продемонстрированы общественности осенью 2006 года, а создание и запуск АСУ ППК стало логическим развитием этой идеи. С помощью терминалов пассажиры могут ознакомиться с расписанием и приобрести билеты.
Также в 2009 году компания начала использовать автобусы для междугородных перевозок, в дополнение к действующим железнодорожным маршрутам.
1 января 2010 года ОАО "СПК" приступило к деятельности в качестве перевозчика пассажиров в пригородном сообщении на территории Ханты-Мансийского автономного округа.
С 1 января 2011 года территория обслуживания компании расширилась за счет Челябинской, Курганской и Оренбургской областей — ОАО "СПК" приступило к обслуживанию пригородных поездов Южно-Уральской железной дороги.
17 января 2014 года запущен в эксплуатацию новый дизель-электропоезд серии ДТ1, который будет курсировать на маршрутах с комбинированным видом тяги (электрифицированные и неэлектрифицированные участки) на направлении Екатеринбург-Пассажирский – Егоршино – Алапаевск – Нижний Тагил.
5 ноября 2015 года при поддержке СвЖД и Правительства Свердловской области на маршрутах Екатеринбург-Нижний Тагил и Екатеринбург-Каменск-Уральский были запущены инновационные электропоезда ЭС2Г «Ласточка». Это подвижной состав нового поколения отечественного производства, спроектированный с учетом российских климатических особенностей, технологических стандартов, специальных требований к безопасности и защите окружающей среды, и отвечающий пожеланиям самого требовательного пассажира. Каждый вагон «Ласточки» оборудован климатической установкой, ведется обеззараживание воздуха при помощи ультрафиолетового излучения.
В январе 2016 года электропоезда «Ласточка» были запущены на маршруте Екатеринбург—Кузино.
8 августа 2016 года Свердловская пригородная компания запустила мобильное приложение «Пригород» на всем полигоне присутствия ОАО «СПК»: Свердловской, Тюменской, Курганской, Челябинской, Оренбургской областях и ХМАО-Югре. Мобильное приложение «Пригород» позволяет пассажиру оперативно оформить электронный билет, оформить квитанцию на провоз велосипедов, животных и багажа, посмотреть актуальное расписание и информацию о стоимости проезда, отправить отзыв о качестве полученных услуг. Мобильное приложение внедрили на своих полигонах 12 пригородных компаний.
2 декабря 2017 года состоялся торжественный запуск мультимодального маршрута Челябинск — Миасс — ГЛК «Солнечная долина». Перевозки осуществляются в зимний период по выходным и праздничным дням электропоездом повышенной комфортности с увязкой времени его прибытия на железнодорожный вокзал Миасс и пересадкой на автобус, следующий до курорта и обратно. При этом вагоны поезда оборудованы сидениями самолетного типа, полками для ручной клади, специальными местами для хранения горнолыжного оборудования, а также туалетами в головном и хвостовом вагоне. Общее время в пути — 1 ч. 50 мин.
С 14 по 28 июня 2018 года для перевозки болельщиков во время проведения в Екатеринбурге матчей Чемпионата мира по футболу FIFA 2018™ на Свердловской железной дороге введено дополнительно 74 рейса пригородных поездов на 5 направлениях. 46 дополнительных рейсов с использованием электропоездов «Ласточка» были назначены на маршруте Екатеринбург-Пассажирский – Аэропорт «Кольцово». В электропоездах для удобства пассажиров установлен Wi-Fi.
7 июля 2018 года на маршруте Тюмень — Тобольск запущены новые вагоны, оформленные в туристических брендах «Императорский маршрут» и VisitTyumen. Подвижной состав оборудован в соответствии с современными требованиями комфорта: все вагоны оснащены удобными креслами с персональными аудиомодулями и розетками, системами кондиционирования воздуха, экологически чистыми туалетными комплексами, информационными табло, аппаратами раздачи питьевой воды.
С осени 2022 года электропоезда «Ласточка» начали курсировать по маршруту Аэропорт Кольцово  - Качканар и Екатеринбург — Красноуфимск.
c 1 февраля 2023 года в пределах города Екатеринбурга действует единая тарифная зона 35 р. ( включая Аэропорт, Екатеринбург-сортировочный и Шувакиш)

## Деятельность
АО «СПК» обеспечивает потребности населения в перевозках пригородным железнодорожным транспортом на территории Свердловской, Тюменской, Челябинской, Курганской, Оренбургской областей, Республики Башкортостан (частично) и Ханты-Мансийского АО. Заказчиками перевозок являются власти субъектов, которые определяют маршрутную сеть, частоту курсирования пригородных поездов, количество вагонов и стоимость проезда.

## Комфортные электропоезда «Ласточка» курсируют по следующим маршрутам
- Екатеринбург – Нижний Тагил;
- Екатеринбург – Серов (через Нижний Тагил, по определенным дням);
- Екатеринбург – Кузино;
- Екатеринбург – Шаля (через Кузино, по определенным дням);
- Екатеринбург – Каменск-Уральский;
- Екатеринбург – Качканар;
- Аэропорт Кольцово – Качканар;
- Екатеринбург – Красноуфимск;
- Екатеринбург – Курган-Пассажирский
- Челябинск — Магнитогорск.

## На Свердловской железной дороге пригородные поезда курсируют по следующим маршрутам
- Екатеринбург — Аэропорт Кольцово
- Ревда — Аэропорт Кольцово
- Екатеринбург — Дружинино
- Екатеринбург — Егоршино — Алапаевск
- Екатеринбург — Каменск-Уральский
- Екатеринбург — Камышлов
- Екатеринбург — Верхний Уфалей
- Екатеринбург — Богданович
- Екатеринбург — Кузино — Шаля
- Екатеринбург — Асбест
- Екатеринбург — Ощепково
- Екатеринбург — Нижний Тагил
- Екатеринбург — Серов — Кушва
- Екатеринбург — Нижняя
- Нижний Тагил — Азиатская
- Нижний Тагил — Верхотурье
- Нижний Тагил — Европейская — Чусовская
- Нижний Тагил — Качканар
- Нижний Тагил — Мурзинка
- Ощепково — Войновка
- Ощепково — Тюмень
- Тюмень — Заводоуковская — Вагай
- Тюмень — Тобольск
- Тюмень — Ишим
- Ишим — Называевская
- Тавда — Устье-Аха
- Озеро-Андреевское — Войновка — Тюмень — Талица — Ощепково
- Куть-Ях — Сургут
- Екатеринбург — Сосьва

## На Южно-Уральской железной дороге пригородные поезда курсируют по следующим маршрутам
- Челябинск — Магнитогорск-Пассажирский
- Челябинск — Каменск-Уральский
- Челябинск — Каясан
- Челябинск — Шумиха
- Челябинск — Еманжелинск
- Челябинск — Нижняя — Каменск-Уральский
- Челябинск — Полетаево-1
- Челябинск — Златоуст
- Челябинск - Миасс 1
- Миасс 1 -Челябинск
- Златоуст — Кропачёво
- Шумиха — Курган-Пригородный
- Курган-Пригородный — Макушино — Петухово
- Петухово — Петропавловск
- Петропавловск — Исилькуль
- Курган-Пригородный — Шадринск
- Шадринск — Каменск-Уральский
- Карталы — Орск-Пассажирский
- Карталы — Магнитогорск-Пассажирский
- Карталы — Троицк — Челябинск
- Орск-Пассажирский — Кувандык
- Кувандык — Медногорск — Оренбург
- Айдырля — Орск-Пассажирский
- Рудный Клад — Орск-Пассажирский
- Оренбург — Илецк-1
- Оренбург — Саракташ
- Оренбург — Новосергиевская — Бузулук
- Бузулук — Тюльпан
- Бузулук — Колтубанка